# Metacriodion pictum
Metacriodion pictum är en skalbaggsart som först beskrevs av Waterhouse 1880.  Metacriodion pictum ingår i släktet Metacriodion och familjen långhorningar. Inga underarter finns listade i Catalogue of Life.